# منوف
منوف (به عربی: منوف) یک منطقهٔ مسکونی در مصر است که در استان منوفیه واقع شده‌است. منوف ۱۸٫۷۶ کیلومتر مربع مساحت و ۹۷٬۰۰۰ نفر جمعیت دارد.